# Murilo (ort)
Murilo är en ort i Mikronesiska federationen.   Den ligger i kommunen Murilo Municipality och delstaten Chuuk, i den västra delen av landet, 700 km väster om huvudstaden Palikir. Murilo ligger 10 meter över havet och antalet invånare är 607. Den ligger på ön Murilo.
Terrängen runt Murilo är mycket platt.  Murilo är det största samhället i trakten. 